# 간기능 검사
간 기능 검사(肝機能檢査, LFTs 또는 LFs)는 간 효소 검사를 포함하며, 환자의 간 상태에 대한 정보를 얻기 위한 임상생화학 실험실에서의 여러 가지 혈액 분석으로 구성되어 있다. 대부분의 간질환들은 초기에 가벼운 증상만을 보이지만, 이러한 질환을 초기에 감지하는 것은 필수적이며 간기능검사의 간수치는 이러한 맥락에서 중요하다. 질병에 따라서는 간이 결정적으로 중요하게 관련되기도 한다.
간 기능 검사는, 정맥 채혈로 얻은 환자의 혈청이나 혈장 샘플을 의학 기술 전문가가 검사한다. 일부 검사는 기능(예를 들면, 알부민)에 대한 것이고, 일부는 세포 무결성(cellular integrity)(예를 들면, 아미노기 전달 효소), 일부는 담관 전달 효소와 알칼리 포스파타아제에 관련된 상태에 대한 것이다. 간 기능 장애가 있는 환자의 평가와 관리에는 여러 가지 생화학적 검사가 유용하다. 이들 검사는 1) 간질환의 감지, 2) 간 장애 유형의 차이 구분, 3) 알려진 간 손상의 정도 측정, 4) 치료의 반응 주시 등에 사용될 수 있다. 특정 약제를 복용하는 경우, 약이 간을 손상시키지 않는지 확인하기 위해 일부 또는 모든 검사를 실시하기도 한다.

## 표준 간 검사

### 알부민 (Alb)
| 정상 범위      |
| 3.5 ~ 5.5 g/dL |

알부민은 특별히 간에서 생성되며, 저렴하고 간단하게 측정될 수 있다. 알부민은 전체 단백질의 주요 구성성분이며, 남아 있는 부분은 글로불린이라 부른다. 알부민 수치는 간경변과 같은 급성 간염에서는 줄어든다. 이 수치는 신장 증후군에서도 또한 줄어드는데, 알부민이 소변으로 유실되기 때문이다. 영양 실조나 단백질 대사 장애 상태에서는 저알부민혈증을 발생시킬 수 있다. 알부민의 반감기는 약 20일이다. 알부민은 간의 합성 기능의 특별히 유용한 표지로 여겨지지는 않으며, 응고 인자(아래)가 몇 배 민감하다.

### 알라닌 아미노기 전달 효소 (ALT)
| 정상 범위   |
| 9 ~ 40 IU/L |

알라닌 아미노기 전달 효소(ALT)는 간세포 내의 효소로, 혈청 글루탐 피루빈산 아미노기 전달 효소(Serum Glutamic Pyruvate Transaminase, SGPT) 또는 알라닌아미노기전달효소(ALAT)로 불리기도 한다. 세포가 손상되어 혈액 내로 새어 나간 효소가 측정된다. ALT는 바이러스성간염 같은 급성 간 손상에서 극적으로 상승한다. 상승 수치는 종종 정상상한값(upper limit of normal)으로 판단된다.

### 아스파르트산염 아미노기 전달 효소 (AST)
| 정상 범위    |
| 10 ~ 35 IU/L |

아스파르트산염 아미노기 전달 효소 (AST)는 SGOT(Serum Glutamic Oxaloacetic Transaminase, 혈청글루타민산옥살로초산트란스아미네이스) 또는 아스파라진산 아미노전달효소(aspartate aminotransferase, ASAT)로도 불리며, 간 조직의 세포와 관련된 또 다른 효소라는 점에서 ALT와 유사하다. 이 효소는 급성 간 손상이 있을 때에 증가하지만, 적혈구와 심근, 골격근에서도 나타나 간에 한정되지는 않는다. AST/ALT 비율은 간 손상의 원인을 구별할 때에 유용하게 쓰이기도 한다. 상승된 AST 수치는 심장병의 표지로 사용되기도 한다.

### 알칼라인 포스파타아제 (ALP)
| 정상 범위     |
| 30 ~ 120 IU/L |

알칼라인 포스파타아제(Alkaline phosphatase, ALP,ALKP)는 간의 담관 안을 싸고 있는 세포 내부의 효소이다. ALP(ALKP)의 혈장내 농도는 담관의 폐색, 간 내부의 담즙 분비 중지 또는 침투성 세균으로 인한 질병과 함께 상승한다. ALP는 또한 뼈와 태반 조직에도 존재하며, 자라나는 어린이, 파제트병 환자에서는 높게 나타난다.

### 젓산탈수소효소 (LDH)
젖산 탈수소효소 (Lactate Dehydrogenase , LDH 또는 LD)는 젖산을 산화시키는 효소이다. 허파, 심장, 간, 혈액에서 발견되며 다른 형태의 동종 효소들이 있다. 간 수치 LDH은 종양과 같은 질환의 예후와 관련해서 참고할 수 있다.

## 빌리루빈 수치(Bilirubin-Total) 및 암모니아
빌리루빈(bilirubin)은 빌리루빈 수치(Bilirubin-Total)로 고빌리루빈 혈증을 확인할 수 있는 유용한 지시값을 갖는 데이타로 활용된다. 또한 암모니아(Ammmonia,NH3)  역시 간 기능의 주요한 지표중 하나이다.

## 반감기
알부민,빌리루빈의 반감기는 약20일,AST의 반감기는 약17시간,ALT의 반감기는 약47시간으로 알려져있다.

## AST/ALT
AST/ALT(AST및ALT비율)는 간 기능의 데미지를 파악하는데 효과적인 지표로 활용될수있다.  AST의 반감기가 ALT보다 짧다는 점과 상대적으로 AST보다 ALT가 보다 더 간에 집중적으로 분포한다는점을 고려할 수 있다. 따라서 일반적으로 평균값을 벗어나는 불안정한 AST와 ALT의 데이타로부터 {\displaystyle {{AST} \over {ALT}}}의 값이 1보다 작다면 급성의 간손상을 그리고  1보다 크게된다면  지속적인 간의 손상을 감안해볼 수 있다.

## 같이 보기
- 혈액 검사의 참고 기준치
- 아미노기전이효소 증가
- 차일드-푸 점수